# 明石スクールユニフォームカンパニー
株式会社明石スクールユニフォームカンパニー (あかしスクールユニフォームカンパニー、英語: AKASHI School Uniform Company Ltd.) は、岡山県倉敷市児島に本社を置く、学生服・体操服を中心とした衣料を製造販売する日本の企業。「富士ヨット学生服」のブランド名で知られる。略称、AKASHI S.U.C.
明石スクールユニフォームカンパニー（富士ヨット学生服）、トンボ（トンボ学生服）、菅公学生服（カンコー学生服）の大手学生服メーカー3社の一つである。

## 概要
1865年（慶応元年）、創業者の明石役造が、真田紐類の製造業「西屋」を創業。1932年、被服製造を開始。1944年、明石被服興業株式会社設立。
戦後は子供の数が増えたこともあって学生服の需要が増加し、業績を拡大した。昭和40年代からテレビCMを積極的に展開し、三田明・山口百恵・石野真子・中森明菜ら、その時々の人気アイドルをCMキャラクターとして起用した。またホーロー看板による広告も全国的に展開、地方では「富士ヨット学生服」の看板が残存していることがある。
2015年に創業150年を迎え、明石被服興業は企画・営業部門を担う株式会社明石スクールユニフォームカンパニー（AKASHI S.U.C.）と、製造・物流部門を担う明石被服興業株式会社（AKASHI H.K.C.）に分社化され、新体制となる。

## 沿革
- 1865年（慶応元年） - 小倉真田帯地、細紐類の製造を開始。
- 1932年（昭和7年） - 被服製造業開始。
- 1944年（昭和19年） - 明石被服興業株式会社を組織。
- 1969年（昭和44年） - 宇部工場竣工。
- 1987年（昭和62年） - 本社第二配送センター新設。
- 1988年（昭和63年） - 森英恵とデザイン提携、学校服のプレタポルテとして「ハナエ・モリ スクールジェンヌ」[1]発表。
- 1992年（平成4年） - 本社第一配送センター 鉄筋7階建完成。
- 1997年（平成9年）
  - 本社営業本部事務所の改装完了。
  - ユニセフ募金開始。
  - 環境委員会を設置、環境問題に取り組みを図る。
- 1998年（平成10年）
  - 日邦産業株式会社を吸収合併し、企業ユニフォーム部門の充実を図る。
  - 第三配送センター竣工。
- 1999年（平成11年） - 学生服メーカーとして初めて環境マネジメントシステム「ISO14001」取得。
- 2001年（平成13年） - 宇部工場をリニューアル。
- 2003年（平成15年）
  - 畠山巧とデザイン提携、「T・H・D LA MAISON ACHADEMIQUE（テ・アシュ・デ ラ メゾン アカデミック）」を発表。
  - リカちゃんをイメージキャラクターに起用。
  - 大阪支店自社ビルへ移転。
- 2004年（平成16年）
  - 新物流センター竣工。
  - 東京支店自社ビルへ移転。
  - 「デサント」と契約。
  - 岡山エコ事業所 第1号に認定される。
- 2005年（平成17年） - 日本ライフセービング協会（JLA）のパートナー企業に承認される。
- 2008年（平成20年） - 本社工場（さくら工場）の竣工。
- 2010年（平成22年） - 本社に社員用健康増進センター設立[2]。
- 2012年（平成24年）
  - 宇部テクノパークアソートセンター（宇部TAC）を竣工し、物流業務の強化を図る。
  - 介護・看護スタッフ衣料で「ルコックスポルティフ」と契約。
- 2013年（平成25年） - 倉敷和蔵アソートセンターを竣工し、物流業務の中枢とする。
- 2015年（平成27年）
  - 企画・営業部門を担う株式会社明石スクールユニフォームカンパニー（AKASHI S.U.C.）と、製造・物流部門を担う明石被服興業株式会社（AKASHI H.K.C.）に分社化し、同時に、販売会社7社をAKASHI S.U.C.に統合[3]。
  - 詰襟学生服において「ONE PIECE」とコラボレーションした広告を展開。（2020年現在）
- 2018年（平成30年） - Tリーグ 岡山リベッツとオフィシャルスポンサー契約を締結[4]。
- 2021年（令和3年） - スマートフォンによる採寸・注文システム「Ai採寸」始動
- 2022年（令和4年） - 宇部テクノパークアソートセンターⅡ号棟（宇部TAC-Ⅱ）竣工
- 2023年（令和5年）
  - 経済産業省「次代を担う繊維産業企業100選」に選定
  - CLASS EARTHと協業、制服を通して生物多様性やSDGsの学びを提供

## 拠点

### 本社および支店
- 本社 - 岡山県倉敷市児島田の口1丁目3-44
- 札幌支店 - 北海道札幌市西区八軒六条西9丁目1-7
- 東京支店 - 東京都中央区日本橋富沢町5-5
- 名古屋支店 - 愛知県名古屋市西区見寄町120
- 大阪支店 - 大阪府吹田市豊津町18-12
- 岡山支店 - 岡山県岡山市北区下中野1222-5
- 四国支店 - 香川県高松市多肥下町1519-2
- 福岡支店 - 福岡市東区多の津1丁目8-6 福岡流通センター内
- 鹿児島支店 - 鹿児島県鹿児島市東開町5-14

このほか、各拠点に営業所を設置

### 物流拠点
- 岡山県倉敷市と山口県宇部市に計5拠点を置く

### 生産拠点
- 主幹工場：岡山県倉敷市にさくら工場・制服工房くらしき、山口県宇部市に宇部工場、計3拠点
- 関連工場：岡山県内を中心に、計7拠点

## 主な取り扱いブランド
- 詰襟学生服
  - 富士ヨット学生服　NanoWave Premium
  - 富士ヨット学生服　SMART ONE
  - 富士ヨット学生服　J-PROUD
  - 富士ヨット学生服　ラクラン
  - 富士ヨット学生服　SERIES-X
  - 富士ヨット学生服　シャワークリア
- 女子学生服
  - 富士ヨット　ko*ma*chi
  - Licca-FUJIYACHT[5]
- 学校別制服
  - ジャストフレンド
  - HANAE MORI SCHOOL SIENNE
  - HANAE MORI SCHOOL COPAIN
  - FRIEND SHIP
  - Vermattino
  - SCHOOL PRETA
  - COLLAGE ACE
  - hers heart
  - O.C.S.D.（オサレカンパニースクールデザイン）[6]
- 体操服
  - FEEL/D.
  - DESCENTE
  - ATHLISH
  - YACHT
  - Mc COUGAR
  - オレンジCLASS
- 看護服・介護服
  - ルコックスポルティフ（le coq sportif）
  - Stella Verge TENDER
- 作業服
  - E-Qualia（イークオリア）

## PRキャラクター
3人のPRキャラクターが存在し、グッズや動画などが展開されている。イラスト・原画は深崎暮人、3Dモデル製作はISAO、映像・編集はまさたかP、音楽制作はbuzzGが担当した。
帆風あおい（ほかぜ あおい）
声 - 金元寿子
神楽小町（かぐら こまち）
声 - 東山奈央
藤栄しおん（ふじさか しおん）
声 - 巽悠衣子

## 提供番組
- VOICE愛（RSK山陽放送）